# 32561 Waldron
32561 Waldron è un asteroide della fascia principale. Scoperto nel 2001, presenta un'orbita caratterizzata da un semiasse maggiore pari a 2,5997304 UA e da un'eccentricità di 0,1732547, inclinata di 3,10884° rispetto all'eclittica.